# جسر بوبيان

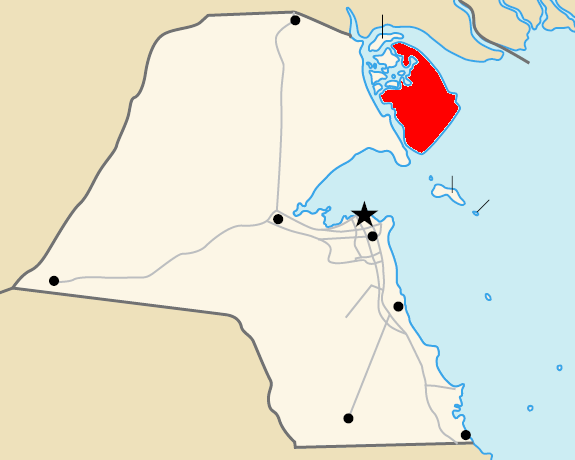
موقع جزيرة بوبيان

جسر بوبيان هو جسر بطول 1.5 كلم يربط جزيرة بوبيان الكويتية بالبر الرئيسي للكويت. وقد بدأ العمل به عام 1981 وافتتح عام 1983. استعمل في بناءه 4,785 طن من الحديد و 33,800 متر مكعب من الخرسانة.